# Mistrovství světa ve fotbale 1950 (soupisky)
Soupisky na Mistrovství světa ve fotbale 1950, které se hrálo v Brazílii:
| Zlato              | Stříbro             | Bronz              |
| ------------------ | ------------------- | ------------------ |
| Uruguay • Soupiska | Brazílie • Soupiska | Švédsko • Soupiska |

## Skupina 1

### Brazílie
Hlavní trenér: Flávio Costa

| Jméno               | Datum narození     | Datum úmrtí                         | Klub          |
| Brankáři            | Brankáři           | Brankáři                            | Brankáři      |
| ------------------- | ------------------ | ----------------------------------- | ------------- |
| Moacir Barbosa      | 27. března 1921    | 7. dubna 2000 (ve věku 79 let)      | Vasco da Gama |
| Castilho            | 27. listopadu 1927 | 2. února 1987 (ve věku 59 let)      | Fluminense    |
| Obránci             |                    |                                     |               |
| Augusto             | 22. října 1920     | 1. března 2004 (ve věku 83 let)     | Vasco da Gama |
| Nílton Santos       | 16. května 1925    | 27. listopadu 2013 (ve věku 88 let) | Botafogo      |
| Ely                 | 14. května 1921    | 9. března 1991 (ve věku 69 let)     | Vasco da Gama |
| Juvenal             | 27. listopadu 1923 | 30. října 2009 (ve věku 85 let)     | Flamengo      |
| Nena                | 27. března 1921    | 17. listopadu 2010 (ve věku 89 let) | Internacional |
| Záložníci           |                    |                                     |               |
| José Carlos Bauer   | 21. listopadu 1925 | 4. února 2007 (ve věku 81 let)      | São Paulo     |
| Danilo              | 3. prosince 1920   | 16. května 1996 (ve věku 75 let)    | Vasco da Gama |
| Bigode              | 4. dubna 1922      | 31. července 2003 (ve věku 81 let)  | Flamengo      |
| Noronha             | 25. září 1918      | 27. července 2003 (ve věku 84 let)  | São Paulo     |
| Rui                 | 2. srpna 1922      | 2. ledna 2002 (ve věku 79 let)      | São Paulo     |
| Útočníci            |                    |                                     |               |
| Friaça              | 20. října 1924     | 12. ledna 2009 (ve věku 84 let)     | São Paulo     |
| Zizinho             | 14. září 1921      | 8. února 2002 (ve věku 80 let)      | Bangu         |
| Ademir              | 8. listopadu 1922  | 11. května 1996 (ve věku 73 let)    | Vasco da Gama |
| Jair                | 21. března 1921    | 28. července 2005 (ve věku 84 let)  | Palmeiras     |
| Chico               | 7. ledna 1922      | 10. ledna 1997 (ve věku 75 let)     | Vasco da Gama |
| Adãozinho           | 2. dubna 1923      | 30. srpna 1991 (ve věku 68 let)     | Internacional |
| Alfredo             | 1. ledna 1920      | 23. října 1997 (ve věku 77 let)     | Vasco da Gama |
| Baltazar            | 14. ledna 1926     | 25. března 1997 (ve věku 71 let)    | Corinthians   |
| Maneca              | 28. ledna 1926     | 28. června 1961 (ve věku 35 let)    | Vasco da Gama |
| Francisco Rodrigues | 27. června 1925    | 30. října 1988 (ve věku 63 let)     | Fluminense    |

### Švýcarsko
Hlavní trenér: Franco Andreoli

| Jméno                  | Datum narození    | Datum úmrtí                         | Klub                    |
| Brankáři               | Brankáři          | Brankáři                            | Brankáři                |
| ---------------------- | ----------------- | ----------------------------------- | ----------------------- |
| Eugen Corrodi          | 2. července 1922  | 7. září 1975 (ve věku 53 let)       | FC Lugano               |
| Adolphe Hug            | 23. září 1923     | 24. září 2006 (ve věku 83 let)      | Urania Genf             |
| Georges Stuber         | 11. května 1925   | 16. dubna 2006 (ve věku 80 let)     | FC Lausanne-Sport       |
| Obránci                |                   |                                     |                         |
| Roger Bocquet          | 9. dubna 1921     | 10. března 1994 (ve věku 72 let)    | FC Lausanne-Sport       |
| Rudolf Gyger           | 16. dubna 1920    | 8. února 1996 (ve věku 75 let)      | Cantonal Neuchâtel      |
| Willy Kernen           | 6. srpna 1929     | 12. listopadu 2009 (ve věku 80 let) | FC La Chaux-de-Fonds    |
| André Neury            | 3. září 1921      | 16. října 2007 (ve věku 86 let)     | FC Locarno              |
| Kurt Rey               | 10. prosince 1923 | 17. října 2001 (ve věku 77 let)     | SC Young Fellows        |
| Willi Steffen          | 24. května 1923   | 3. května 2005 (ve věku 81 let)     | Cantonal Neuchâtel      |
| Záložníci              |                   |                                     |                         |
| Oliver Eggimann        | 21. srpna 1919    | 6. dubna 2002 (ve věku 82 let)      | Servette FC             |
| Robert Hasler          | 14. prosince 1918 | 12. června 1979 (ve věku 60 let)    | FC Lugano               |
| Roger Quinche          | 22. července 1922 | 3. září 1982 (ve věku 60 let)       | Young Boys Bern         |
| Útočníci               |                   |                                     |                         |
| Charles Antenen        | 3. listopadu 1929 | 20. května 2000 (ve věku 70 let)    | FC La Chaux-de-Fonds    |
| René Bader             | 7. srpna 1922     | 21. ledna 1995 (ve věku 72 let)     | Basilej                 |
| Walter Beerli          | 23. července 1928 | 4. listopadu 1995 (ve věku 67 let)  | Young Boys Bern         |
| Alfred Bickel          | 12. května 1918   | 18. srpna 1999 (ve věku 81 let)     | Grasshopper Club Zürich |
| Jacques Fatton         | 19. prosince 1925 | 26. července 2011 (ve věku 85 let)  | Servette FC             |
| Hans-Peter Friedländer | 6. listopadu 1920 | 11. července 1999 (ve věku 78 let)  | FC Lausanne-Sport       |
| Gerhard Lusenti        | 24. dubna 1921    | 19. června 1996 (ve věku 75 let)    | AC Bellinzona           |
| Walter Schneiter       | 2. července 1923  | 2. září 1972 (ve věku 49 let)       | FC Curych               |
| Hans Siegenthaler      | 5. února 1923     | 23. září 2007 (ve věku 84 let)      | SC Young Fellows        |
| Jean Tamini            | 9. prosince 1919  | 13. března 1993 (ve věku 74 let)    | Servette FC             |

- Felice Soldini cestoval s týmem, ale byl nezpůsobilý ke hře

### Jugoslávie
Hlavní trenér: Milorad Arsenijević

| Jméno                  | Datum narození     | Datum úmrtí                         | Klub                   |
| Brankáři               | Brankáři           | Brankáři                            | Brankáři               |
| ---------------------- | ------------------ | ----------------------------------- | ---------------------- |
| Vladimir Beara         | 2. listopadu 1928  | 11. srpna 2014 (ve věku 85 let)     | Hajduk Split           |
| Srđan Mrkušić          | 26. června 1915    | 30. října 2007 (ve věku 92 let)     | Crvena zvezda Bělehrad |
| Obránci                |                    |                                     |                        |
| Božo Broketa           | 24. prosince 1922  | 25. července 1985 (ve věku 62 let)  | Hajduk Split           |
| Ratko Čolić            | 17. března 1918    | 30. října 1999 (ve věku 81 let)     | Partizan Bělehrad      |
| Vladimir Firm          | 5. června 1923     | 27. listopadu 1996 (ve věku 73 let) | Partizan Bělehrad      |
| Ivica Horvat –         | 16. července 1926  | 27. srpna 2012 (ve věku 86 let)     | Dinamo Záhřeb          |
| Miodrag Jovanović      | 17. ledna 1922     | 14. prosince 2009 (ve věku 87 let)  | Partizan Bělehrad      |
| Branko Stanković       | 31. října 1921     | 20. února 2002 (ve věku 80 let)     | Crvena zvezda Bělehrad |
| Siniša Zlatković       | 28. ledna 1924     |                                     | Naša Krila Zemun       |
| Záložníci              |                    |                                     |                        |
| Aleksandar Atanacković | 29. dubna 1920     | 12. března 2005 (ve věku 84 let)    | Partizan Bělehrad      |
| Zlatko Čajkovski       | 24. listopadu 1923 | 27. července 1998 (ve věku 74 let)  | Partizan Bělehrad      |
| Predrag Đajić          | 1. května 1922     | 13. května 1979 (ve věku 57 let)    | Crvena zvezda Bělehrad |
| Ervin Katnić           | 2. září 1921       | 4. ledna 1979 (ve věku 57 let)      | Hajduk Split           |
| Bela Palfi             | 16. února 1923     | 9. září 1995 (ve věku 72 let)       | Crvena zvezda Bělehrad |
| Ivo Radovniković       | 9. února 1918      | 27. října 1977 (ve věku 59 let)     | Hajduk Split           |
| Útočníci               |                    |                                     |                        |
| Stjepan Bobek          | 3. prosince 1923   | 22. srpna 2010 (ve věku 86 let)     | Partizan Bělehrad      |
| Željko Čajkovski       | 5. května 1925     | 11. listopadu 2016 (ve věku 91 let) | Dinamo Záhřeb          |
| Prvoslav Mihajlović    | 13. dubna 1921     | 28. června 1978 (ve věku 57 let)    | Partizan Bělehrad      |
| Rajko Mitić            | 19. listopadu 1922 | 29. března 2008 (ve věku 85 let)    | Crvena zvezda Bělehrad |
| Tihomir Ognjanov       | 2. března 1927     | 2. července 2006 (ve věku 79 let)   | Crvena zvezda Bělehrad |
| Kosta Tomašević        | 25. července 1923  | 13. března 1976 (ve věku 52 let)    | Crvena zvezda Bělehrad |
| Bernard Vukas          | 1. května 1927     | 4. dubna 1983 (ve věku 55 let)      | Hajduk Split           |

### Mexiko
Hlavní trenér: Octavio Vial

| Jméno               | Datum narození    | Datum úmrtí                         | Klub                    |
| Brankáři            | Brankáři          | Brankáři                            | Brankáři                |
| ------------------- | ----------------- | ----------------------------------- | ----------------------- |
| Antonio Carbajal    | 7. června 1929    | 9. května 2023 (ve věku 93 let)     | España FC               |
| Raúl Córdoba        | 13. března 1924   | 17. května 2017 (ve věku 93 let)    | San Sebastian Leon      |
| Obránci             |                   |                                     |                         |
| Gregorio Gómez      | 21. prosince 1929 | 11. června 1988 (ve věku 66 let)    | Deportivo Guadalajara   |
| Manuel Gutiérrez    | 22. března 1920   | 18. listopadu 2000 (ve věku 80 let) | Club América            |
| Alfonso Montemayor  | 28. dubna 1922    | 23. listopadu 2012 (ve věku 90 let) | Club León               |
| José Antonio Roca   | 24. května 1928   | 4. května 2007 (ve věku 78 let)     | Club Necaxa             |
| Rodrigo Ruiz        | 14. dubna 1923    | 5. května 1999 (ve věku 76 let)     | Deportivo Guadalajara   |
| Felipe Zetter       | 3. července 1923  | 15. března 2013 (ve věku 89 let)    | Atlas FC                |
| Záložníci           |                   |                                     |                         |
| Samuel Cuburu       | 20. února 1928    | 22. června 2017 (ve věku 89 let)    | Club Puebla             |
| Antonio Flores      | 12. srpna 1923    | 16. května 2001 (ve věku 77 let)    | Atlas FC                |
| Carlos Guevara      | 3. dubna 1930     |                                     | Asturias FC             |
| Francisco Hernández | 16. ledna 1924    | 24. ledna 2011 (ve věku 87 let)     | Asturias FC             |
| Mario Ochoa         | 7. listopadu 1927 |                                     | Club América            |
| Héctor Ortiz        | 20. prosince 1928 | 30. listopadu 1995 (ve věku 66 let) | CD Marte                |
| Mario Pérez         | 19. února 1927    | 2. prosince 1985 (ve věku 58 let)   | CD Marte                |
| Útočníci            |                   |                                     |                         |
| José Luis Borbolla  | 31. ledna 1920    | 11. února 2001 (ve věku 81 let)     | Club América            |
| Horacio Casarín     | 25. května 1918   | 10. dubna 2005 (ve věku 86 let)     | España FC               |
| José Naranjo        | 19. března 1926   | 13. prosince 2012 (ve věku 86 let)  | Club Deportivo Oro      |
| Leonardo Navarro    | 12. května 1915   | 10. srpna 2000 (ve věku 85 let)     | Atlante FC              |
| Max Prieto          | 28. března 1919   | 30. května 1998 (ve věku 79 let)    | Deportivo Guadalajara   |
| Carlos Septién      | 18. ledna 1923    | 21. dubna 1978 (ve věku 55 let)     | España FC               |
| José Velázquez      | 12. srpna 1923    | 15. července 2012 (ve věku 88 let)  | Club Deportivo Veracruz |

## Skupina 2

### Španělsko
Hlavní trenér: Guillermo Eizaguirre

| Jméno              | Datum narození     | Datum úmrtí                         | Klub                   |
| Brankáři           | Brankáři           | Brankáři                            | Brankáři               |
| ------------------ | ------------------ | ----------------------------------- | ---------------------- |
| Juan Acuña         | 14. února 1923     | 30. srpna 2001 (ve věku 78 let)     | Deportivo de La Coruña |
| Ignacio Eizaguirre | 7. listopadu 1920  | 1. září 2013 (ve věku 92 let)       | Valencia CF            |
| Antoni Ramallets   | 1. června 1924     | 30. července 2013 (ve věku 89 let)  | CF Barcelona           |
| Obránci            |                    |                                     |                        |
| Gabriel Alonso     | 9. listopadu 1923  | 19. listopadu 1996 (ve věku 73 let) | Celta de Vigo          |
| Francisco Antunez  | 1. listopadu 1922  | 16. srpna 1994 (ve věku 71 let)     | CF Sevilla             |
| Vicente Asensi     | 28. ledna 1919     | 2. září 2000 (ve věku 81 let)       | Valencia CF            |
| Josep Gonzalvo     | 16. ledna 1920     | 31. května 1978 (ve věku 58 let)    | CF Barcelona           |
| Rafael Lesmes      | 9. listopadu 1926  | 8. října 2012 (ve věku 85 let)      | Real Valladolid        |
| José Parra         | 28. srpna 1925     | 29. února 2016 (ve věku 90 let)     | RCD Espanyol           |
| Alfonso Silva      | 19. března 1926    | 16. února 2007 (ve věku 80 let)     | Atlético Madrid        |
| Záložníci          |                    |                                     |                        |
| Mária Gonzalvo     | 22. března 1922    | 7. dubna 2007 (ve věku 85 let)      | CF Barcelona           |
| Nando              | 1. února 1921      | 3. ledna 1988 (ve věku 66 let)      | Athletic Bilbao        |
| Antonio Puchades   | 4. června 1925     | 24. května 2013 (ve věku 87 let)    | Valencia CF            |
| Útočníci           |                    |                                     |                        |
| Estanislao Basora  | 18. listopadu 1926 | 16. března 2012 (ve věku 85 let)    | CF Barcelona           |
| César Rodríguez    | 6. června 1920     | 1. března 1995 (ve věku 74 let)     | CF Barcelona           |
| Agustín Gainza     | 28. května 1922    | 6. ledna 1995 (ve věku 72 let)      | Athletic Bilbao        |
| Rosendo Hernández  | 11. března 1922    | 3. srpna 2006 (ve věku 84 let)      | RCD Espanyol           |
| Silvestre Igoa     | 5. září 1920       | 31. května 1969 (ve věku 48 let)    | Valencia CF            |
| José Juncosa       | 2. února 1922      | 31. října 2003 (ve věku 81 let)     | Atlético Madrid        |
| Luis Molowny       | 12. května 1925    | 12. února 2010 (ve věku 84 let)     | Real Madrid            |
| José Luis Panizo   | 6. února 1922      | 14. února 1990 (ve věku 68 let)     | Athletic Bilbao        |
| Telmo Zarra        | 20. ledna 1921     | 23. února 2006 (ve věku 85 let)     | Athletic Bilbao        |

### Anglie
Hlavní trenér: Walter Winterbottom

| Jméno            | Datum narození    | Datum úmrtí                        | Klub                       |
| Brankáři         | Brankáři          | Brankáři                           | Brankáři                   |
| ---------------- | ----------------- | ---------------------------------- | -------------------------- |
| Ted Ditchburn    | 24. října 1921    | 26. prosince 2005 (ve věku 84 let) | Tottenham Hotspur FC       |
| Bert Williams    | 31. ledna 1920    | 19. ledna 2014 (ve věku 93 let)    | Wolverhampton Wanderers FC |
| Obránci          |                   |                                    |                            |
| John Aston       | 2. září 1921      | 31. července 2003 (ve věku 81 let) | Manchester United FC       |
| Bill Eckersley   | 16. července 1925 | 25. října 1982 (ve věku 57 let)    | Blackburn Rovers FC        |
| Alf Ramsey       | 22. ledna 1920    | 28. dubna 1999 (ve věku 79 let)    | Tottenham Hotspur FC       |
| Laurie Scott     | 23. dubna 1917    | 18. července 1999 (ve věku 82 let) | Arsenal FC                 |
| Jim Taylor       | 5. listopadu 1917 | 6. března 2001 (ve věku 83 let)    | Fulham FC                  |
| Billy Wright     | 6. února 1924     | 3. září 1994 (ve věku 70 let)      | Wolverhampton Wanderers FC |
| Záložníci        |                   |                                    |                            |
| Eddie Baily      | 6. srpna 1925     | 13. října 2010 (ve věku 85 let)    | Tottenham Hotspur FC       |
| Henry Cockburn   | 14. září 1921     | 2. února 2004 (ve věku 82 let)     | Manchester United FC       |
| Jimmy Dickinson  | 24. dubna 1925    | 8. listopadu 1982 (ve věku 57 let) | Portsmouth FC              |
| Laurie Hughes    | 2. března 1924    | 9. září 2011 (ve věku 87 let)      | Liverpool FC               |
| Bill Nicholson   | 26. ledna 1919    | 23. října 2004 (ve věku 85 let)    | Tottenham Hotspur FC       |
| Willie Watson    | 7. března 1920    | 24. dubna 2004 (ve věku 84 let)    | Sunderland AFC             |
| Útočníci         |                   |                                    |                            |
| Roy Bentley      | 17. května 1924   | 20. února 2018 (ve věku 93 let)    | Chelsea FC                 |
| Tom Finney       | 5. dubna 1922     | 14. února 2014 (ve věku 91 let)    | Preston North End FC       |
| Wilf Mannion     | 16. května 1918   | 14. dubna 2004 (ve věku 85 let)    | Middlesbrough FC           |
| Stanley Matthews | 1. února 1915     | 23. února 2000 (ve věku 85 let)    | Blackpool FC               |
| Jackie Milburn   | 11. května 1924   | 9. října 1988 (ve věku 64 let)     | Newcastle United FC        |
| Stan Mortensen   | 26. května 1921   | 22. května 1991 (ve věku 69 let)   | Blackpool FC               |
| Jimmy Mullen     | 6. ledna 1923     | 23. října 1987 (ve věku 64 let)    | Wolverhampton Wanderers FC |

### Chile
Hlavní trenér: Arturo Bucciardi

| Jméno                  | Datum narození     | Datum úmrtí                         | Klub                      |
| Brankáři               | Brankáři           | Brankáři                            | Brankáři                  |
| ---------------------- | ------------------ | ----------------------------------- | ------------------------- |
| Sergio Livingstone     | 26. března 1920    | 11. září 2012 (ve věku 92 let)      | Universidad Católica      |
| René Quitral           | 22. července 1920  | 27. listopadu 1982 (ve věku 62 let) | Santiago Wanderers        |
| Obránci                |                    |                                     |                           |
| Manuel Álvarez Jiménez | 23. května 1928    | 24. srpna 1998 (ve věku 70 let)     | Universidad Católica      |
| Arturo Farías          | 1. září 1927       | 19. října 1992 (ve věku 65 let)     | Colo-Colo                 |
| Miguel Flores          | 11. října 1920     | 15. ledna 2002 (ve věku 81 let)     | Club Universidad de Chile |
| Manuel Machuca         | 6. června 1924     | 27. února 1985 (ve věku 60 let)     | Colo-Colo                 |
| Fernando Roldán        | 15. října 1921     | 23. června 2019 (ve věku 97 let)    | Universidad Católica      |
| Francisco Urroz        | 14. prosince 1920  | 22. ledna 1992 (ve věku 71 let)     | Colo-Colo                 |
| Záložníci              |                    |                                     |                           |
| Miguel Busquets        | 15. října 1920     | 24. prosince 2002 (ve věku 82 let)  | Club Universidad de Chile |
| Fernando Campos        | 9. srpna 1921      | 14. září 2004 (ve věku 83 let)      | Colo-Colo                 |
| Hernán Carvallo        | 19. srpna 1922     | 24. března 2011 (ve věku 88 let)    | Universidad Católica      |
| Carlos Rojas           | 2. října 1928      | 16. srpna 2002 (ve věku 73 let)     | Unión Española            |
| Osvaldo Sáez           | 29. prosince 1920  | 9. července 1959 (ve věku 38 let)   | Colo-Colo                 |
| Útočníci               |                    |                                     |                           |
| Atilio Cremaschi       | 8. března 1923     | 3. září 2007 (ve věku 84 let)       | Unión Española            |
| Guillermo Díaz         | 29. prosince 1930  | 25. září 1997 (ve věku 66 let)      | Santiago Wanderers        |
| Carlos Ibáñez          | 28. listopadu 1930 | 26. září 2015 (ve věku 84 let)      | CD Magallanes             |
| Raimundo Infante       | 2. února 1928      | 7. září 1986 (ve věku 58 let)       | Universidad Católica      |
| Luis Mayanés           | 15. ledna 1925     | 6. listopadu 1979 (ve věku 54 let)  | Club Universidad de Chile |
| Manuel Muñoz           | 28. dubna 1928     | 17. prosince 2022 (ve věku 94 let)  | Colo-Colo                 |
| Andrés Prieto          | 19. prosince 1928  | 25. září 2022 (ve věku 93 let)      | Universidad Católica      |
| Fernando Riera         | 27. června 1920    | 23. září 2010 (ve věku 90 let)      | Universidad Católica      |
| George Robledo         | 14. dubna 1926     | 1. dubna 1989 (ve věku 62 let)      | Newcastle United FC       |

### USA
Hlavní trenér: William Jeffrey

| Jméno             | Datum narození     | Datum úmrtí                         | Klub                      |
| Brankáři          | Brankáři           | Brankáři                            | Brankáři                  |
| ----------------- | ------------------ | ----------------------------------- | ------------------------- |
| Frank Borghi      | 9. dubna 1925      | 2. února 2015 (ve věku 89 let)      | St. Louis Simpkins-Ford   |
| Gino Gardassanich | 26. listopadu 1922 | 12. února 2010 (ve věku 87 let)     | Chicago Slovaks           |
| Obránci           |                    |                                     |                           |
| Robert Annis      | 5. září 1928       | 31. března 1995 (ve věku 66 let)    | St. Louis Simpkins-Ford   |
| Geoff Coombes     | 23. dubna 1919     | 5. prosince 2002 (ve věku 83 let)   | Chicago Vikingové         |
| Harry Keough      | 15. listopadu 1927 | 7. února 2012 (ve věku 84 let)      | St. Louis McMahon         |
| Joe Maca          | 28. září 1920      | 13. července 1982 (ve věku 61 let)  | Brooklyn Hispano          |
| Záložníci         |                    |                                     |                           |
| Walter Bahr       | 1. dubna 1927      | 18. června 2018 (ve věku 91 let)    | Philadelphia Nationals    |
| Charlie Colombo   | 20. července 1920  | 7. května 1986 (ve věku 65 let)     | St. Louis Simpkins-Ford   |
| Ed McIlvenny      | 21. října 1924     | 18. května 1989 (ve věku 64 let)    | Philadelphia Nationals    |
| Útočníci          |                    |                                     |                           |
| Robert Craddock   | 5. září 1923       | 28. března 2003 (ve věku 79 let)    | Pittsburgh Harmarville SC |
| Nicholas Diorio   | 4. února 1921      | 11. září 2003 (ve věku 82 let)      | Pittsburgh Harmarville SC |
| Joe Gaetjens      | 19. března 1924    | 10. července 1964 (ve věku 40 let)  | Brookhattan               |
| Frank Moniz       | 26. září 1911      | 18. června 2004 (ve věku 92 let)    | Ponta Delgada SC          |
| Gino Pariani      | 21. února 1928     | 9. května 2007 (ve věku 79 let)     | St. Louis Simpkins-Ford   |
| Ed Souza          | 22. září 1921      | 19. května 1979 (ve věku 57 let)    | Ponta Delgada SC          |
| John Souza        | 12. července 1920  | 11. března 2012 (ve věku 91 let)    | Ponta Delgada SC          |
| Walter Stein      | 10. dubna 1928     |                                     | Philadelphia Nationals    |
| Frank Wallace     | 15. července 1922  | 13. listopadu 1979 (ve věku 57 let) | St. Louis Simpkins-Ford   |
| Adam Wolanin      | 13. listopadu 1919 | 26. října 1987 (ve věku 67 let)     | Chicago Eagles            |

## Skupina 3

### Švédsko
Hlavní trenér:  George Raynor

| Jméno              | Datum narození     | Datum úmrtí                         | Klub                     |
| Brankáři           | Brankáři           | Brankáři                            | Brankáři                 |
| ------------------ | ------------------ | ----------------------------------- | ------------------------ |
| Torsten Lindberg   | 14. dubna 1917     | 31. srpna 2009 (ve věku 92 let)     | IFK Norrköping           |
| Kalle Svensson     | 11. listopadu 1925 | 15. července 2000 (ve věku 74 let)  | Helsingborgs IF          |
| Tore Svensson      | 6. prosince 1927   | 26. dubna 2002 (ve věku 74 let)     | Malmö FF                 |
| Obránci            |                    |                                     |                          |
| Ivan Bodin         | 20. července 1923  | 29. srpna 1991 (ve věku 68 let)     | AIK Stockholm            |
| Gunnar Johansson   | 29. února 1924     | 14. února 2003 (ve věku 78 let)     | GAIS                     |
| Arne Månsson       | 11. listopadu 1925 | 11. ledna 2003 (ve věku 77 let)     | Malmö FF                 |
| Erik Nilsson       | 6. srpna 1916      | 9. září 1995 (ve věku 79 let)       | Malmö FF                 |
| Lennart Samuelsson | 7. července 1924   | 27. listopadu 2012 (ve věku 88 let) | IF Elfsborg Borås        |
| Záložníci          |                    |                                     |                          |
| Sune Andersson     | 22. února 1921     | 29. dubna 2002 (ve věku 81 let)     | AIK Stockholm            |
| Ingvar Gärd        | 6. října 1921      | 31. srpna 2006 (ve věku 84 let)     | Malmö FF                 |
| Knut Nordahl       | 13. ledna 1920     | 28. října 1984 (ve věku 64 let)     | IFK Norrköping           |
| Olle Åhlund        | 22. srpna 1920     | 11. února 1996 (ve věku 75 let)     | Degerfors IF             |
| Útočníci           |                    |                                     |                          |
| Hasse Jeppson      | 10. května 1925    | 21. února 2013 (ve věku 87 let)     | Djurgårdens IF Stockholm |
| Egon Jönsson       | 6. prosince 1926   | 19. března 2000 (ve věku 73 let)    | Malmö FF                 |
| Bror Mellberg      | 9. prosince 1923   | 8. září 2004 (ve věku 80 let)       | AIK Stockholm            |
| Stellan Nilsson    | 28. května 1922    | 27. května 2003 (ve věku 80 let)    | Malmö FF                 |
| Karl-Erik Palmer   | 17. dubna 1929     | 2. února 2015 (ve věku 85 let)      | Malmö FF                 |
| Ingvar Rydell      | 7. května 1922     | 20. června 2013 (ve věku 91 let)    | Malmö FF                 |
| Lennart Skoglund   | 24. prosince 1929  | 8. července 1975 (ve věku 45 let)   | AIK Stockholm            |
| Stig Sundqvist     | 19. července 1922  | 3. srpna 2011 (ve věku 89 let)      | IFK Norrköping           |
| Kurt Svensson      | 15. dubna 1927     | 11. července 2016 (ve věku 89 let)  | IS Halmia                |
| Börje Tapper       | 20. května 1922    | 8. dubna 1981 (ve věku 58 let)      | Malmö FF                 |

### Itálie
Hlavní trenér: Ferruccio Novo

| Jméno                | Datum narození     | Datum úmrtí                         | Klub                     |
| Brankáři             | Brankáři           | Brankáři                            | Brankáři                 |
| -------------------- | ------------------ | ----------------------------------- | ------------------------ |
| Giuseppe Casari      | 10. dubna 1922     | 12. listopadu 2013 (ve věku 91 let) | Atalanta BC              |
| Giuseppe Moro        | 16. ledna 1921     | 28. ledna 1974 (ve věku 53 let)     | Turín FC                 |
| Lucidio Sentimenti   | 1. července 1920   | 28. listopadu 2014 (ve věku 94 let) | SS Lazio                 |
| Obránci              |                    |                                     |                          |
| Carlo Annovazzi      | 24. května 1925    | 10. října 1980 (ve věku 55 let)     | AC Milán                 |
| Ivano Blason         | 24. května 1923    | 13. března 2002 (ve věku 78 let)    | US Triestina Calcio 1918 |
| Osvaldo Fattori      | 22. června 1922    | 27. prosince 2017 (ve věku 95 let)  | Inter Milán              |
| Zeffiro Furiassi     | 19. ledna 1923     | 4. listopadu 1974 (ve věku 51 let)  | SS Lazio                 |
| Attilio Giovannini   | 30. července 1924  | 18. února 2005 (ve věku 80 let)     | Inter Milán              |
| Záložníci            |                    |                                     |                          |
| Augusto Magli        | 9. března 1923     | 1. listopadu 1998 (ve věku 75 let)  | ACF Fiorentina           |
| Giacomo Mari         | 17. října 1924     | 16. října 1991 (ve věku 66 let)     | Juventus FC              |
| Carlo Parola         | 20. září 1921      | 22. března 2000 (ve věku 78 let)    | Juventus FC              |
| Leandro Remondini    | 17. listopadu 1917 | 9. ledna 1979 (ve věku 61 let)      | SS Lazio                 |
| Omero Tognon         | 3. března 1924     | 23. srpna 1990 (ve věku 66 let)     | AC Milán                 |
| Útočníci             |                    |                                     |                          |
| Amedeo Amadei        | 26. července 1921  | 24. října 2013 (ve věku 92 let)     | Inter Milán              |
| Giampiero Boniperti  | 4. července 1928   | 18. června 2021 (ve věku 92 let)    | Juventus FC              |
| Aldo Campatelli      | 7. dubna 1919      | 3. června 1984 (ve věku 65 let)     | Inter Milán              |
| Gino Cappello        | 2. června 1920     | 28. března 1990 (ve věku 69 let)    | Bologna FC 1909          |
| Emilio Caprile       | 30. září 1928      | 5. března 2020 (ve věku 91 let)     | Atalanta BC              |
| Riccardo Carapellese | 1. července 1922   | 20. října 1995 (ve věku 73 let)     | Turín FC                 |
| Benito Lorenzi       | 20. prosince 1925  | 3. března 2007 (ve věku 81 let)     | Inter Milán              |
| Ermes Muccinelli     | 28. července 1927  | 4. listopadu 1994 (ve věku 67 let)  | Juventus FC              |
| Egisto Pandolfini    | 19. února 1926     | 29. ledna 2019 (ve věku 92 let)     | ACF Fiorentina           |

### Paraguay
Hlavní trenér: Manuel Fleitas Solich

| Jméno                 | Datum narození     | Datum úmrtí                         | Klub             |
| Brankáři              | Brankáři           | Brankáři                            | Brankáři         |
| --------------------- | ------------------ | ----------------------------------- | ---------------- |
| Pablo Centurión       | 2. ledna 1926      |                                     | Cerro Porteño    |
| Marcelino Vargas      | 14. března 1921    | 15. srpna 2003 (ve věku 82 let)     | Club Libertad    |
| Obránci               |                    |                                     |                  |
| Antonio Cabrera       | 8. července 1928   | 1. dubna 2003 (ve věku 74 let)      | Club Libertad    |
| Casiano Céspedes      | 22. dubna 1924     | 6. prosince 2020 (ve věku 96 let)   | Club Olimpia     |
| Manuel Gavilán        | 30. listopadu 1920 | 8. března 2010 (ve věku 89 let)     | Club Libertad    |
| Alberto González      | 7. ledna 1922      | 21. srpna 2003 (ve věku 81 let)     | Club Olimpia     |
| Elioro Paredes        | 19. února 1921     | 17. května 2009 (ve věku 88 let)    | Sportivo Luqueño |
| Záložníci             |                    |                                     |                  |
| Melanio Báez          | 4. července 1931   |                                     | Club Nacional    |
| Castor Cantero        | 12. ledna 1918     | 12. října 2001 (ve věku 83 let)     | Club Olimpia     |
| Armando González      | 1. února 1924      | 15. února 1999 (ve věku 75 let)     | Club Guaraní     |
| Victoriano Leguizamon | 23. března 1922    | 7. dubna 2007 (ve věku 85 let)      | Club Olimpia     |
| Útočníci              |                    |                                     |                  |
| Enrique Avalos        | 3. února 1922      | 30. prosince 1996 (ve věku 74 let)  | Cerro Porteño    |
| Marcial Ávalos        | 5. prosince 1921   | 24. června 2000 (ve věku 78 let)    | Cerro Porteño    |
| Ángel Berni           | 9. ledna 1931      | 24. listopadu 2017 (ve věku 86 let) | Sportivo Luqueño |
| Lorenzo Calonga       | 28. srpna 1929     | 20. září 2003 (ve věku 74 let)      | Club Guaraní     |
| Juan Cañete           | 27. července 1929  |                                     | Presidente Hayes |
| Atilio López          | 5. února 1925      | 14. července 2016 (ve věku 91 let)  | Club Nacional    |
| César López Fretes    | 21. března 1923    | 13. července 2001 (ve věku 78 let)  | Club Olimpia     |
| Hilarión Osorio       | 21. října 1928     | 9. května 1990 (ve věku 61 let)     | Sportivo Luqueño |
| Darío Jara Saguier    | 27. ledna 1930     | 22. ledna 2023 (ve věku 92 let)     | Cerro Porteño    |
| Francisco Sosa        | 4. října 1917      |                                     | Cerro Porteño    |
| Leongino Unzaim       | 16. května 1925    | 23. března 1990 (ve věku 64 let)    | Club Olimpia     |

## Skupina 4

### Uruguay
Hlavní trenér: Juan López

| Jméno                    | Datum narození     | Datum úmrtí                         | Klub                |
| Brankáři                 | Brankáři           | Brankáři                            | Brankáři            |
| ------------------------ | ------------------ | ----------------------------------- | ------------------- |
| Roque Máspoli            | 12. října 1917     | 22. února 2004 (ve věku 86 let)     | Peñarol             |
| Aníbal Paz               | 21. května 1917    | 21. března 2013 (ve věku 95 let)    | Nacional Montevideo |
| Obránci                  |                    |                                     |                     |
| Schubert Gambetta        | 14. dubna 1920     | 9. srpna 1991 (ve věku 71 let)      | Nacional Montevideo |
| Juan Carlos González     | 22. srpna 1924     | 15. února 2010 (ve věku 85 let)     | Peñarol             |
| Matías González          | 6. srpna 1925      | 12. května 1984 (ve věku 58 let)    | CA Cerro            |
| William Martínez         | 13. ledna 1928     | 28. prosince 1997 (ve věku 69 let)  | Rampla Juniors      |
| Eusebio Tejera           | 6. ledna 1922      | 9. listopadu 2002 (ve věku 80 let)  | Nacional Montevideo |
| Héctor Vilches           | 14. února 1926     | 23. září 1998 (ve věku 72 let)      | CA Cerro            |
| Záložníci                |                    |                                     |                     |
| Washington Ortuño        | 13. května 1928    | 15. září 1973 (ve věku 45 let)      | Peñarol             |
| Rodolfo Pini             | 12. listopadu 1926 | 31. května 2000 (ve věku 73 let)    | Nacional Montevideo |
| Víctor Rodríguez Andrade | 2. května 1927     | 19. května 1985 (ve věku 58 let)    | Central Español FC  |
| Obdulio Varela           | 20. září 1917      | 2. srpna 1996 (ve věku 78 let)      | Peñarol             |
| Útočníci                 |                    |                                     |                     |
| Julio César Britos       | 18. května 1926    | 27. března 1998 (ve věku 71 let)    | Peñarol             |
| Juan Burgueño            | 4. února 1923      | 21. září 1997 (ve věku 74 let)      | Danubio FC          |
| Alcides Ghiggia          | 22. prosince 1926  | 16. července 2015 (ve věku 88 let)  | Peñarol             |
| Oscar Míguez             | 5. prosince 1927   | 19. srpna 2006 (ve věku 78 let)     | Peñarol             |
| Rubén Morán              | 6. srpna 1930      | 3. ledna 1978 (ve věku 47 let)      | CA Cerro            |
| Julio Pérez              | 19. června 1926    | 22. září 2002 (ve věku 76 let)      | Nacional Montevideo |
| Luis Rijo                | 28. září 1927      | 8. května 2001 (ve věku 73 let)     | Central Español FC  |
| Carlos Romero            | 7. září 1927       | 28. července 1999 (ve věku 71 let)  | Danubio FC          |
| Juan Alberto Schiaffino  | 28. července 1925  | 13. listopadu 2002 (ve věku 77 let) | Peñarol             |
| Ernesto Vidal            | 15. listopadu 1921 | 20. února 1974 (ve věku 52 let)     | Peñarol             |

### Bolívie
Hlavní trenér:  Mario Pretto

| Jméno                      | Datum narození     | Datum úmrtí                         | Klub                 |
| Brankáři                   | Brankáři           | Brankáři                            | Brankáři             |
| -------------------------- | ------------------ | ----------------------------------- | -------------------- |
| Vicente Arraya             | 25. ledna 1922     | 21. listopadu 1992 (ve věku 70 let) | Ferroviario La Paz   |
| Eduardo Gutiérrez          | 17. ledna 1925     | 14. srpna 1981 (ve věku 56 let)     | CD Ingavi            |
| Obránci                    |                    |                                     |                      |
| Alberto Figueroa de Acha   | 3. dubna 1920      | 18. února 1965 (ve věku 44 let)     | Club The Strongest   |
| José Bustamante            | 5. března 1922     | 11. září 2006 (ve věku 84 let)      | Club Litoral         |
| Antonio Greco              | 17. září 1923      |                                     | Club Litoral         |
| Záložníci                  |                    |                                     |                      |
| Alberto Aparicio           | 11. listopadu 1923 | 16. prosince 1995 (ve věku 72 let)  | Ferroviario La Paz   |
| Duberty Aráoz              | 21. prosince 1920  | 10. ledna 2001 (ve věku 80 let)     | Club Litoral         |
| Juan Arricio               | 11. prosince 1923  | 1. srpna 1997 (ve věku 73 let)      | Ayacucho La Paz      |
| René Cabrera               | 21. října 1925     | 13. února 2002 (ve věku 76 let)     | CD Jorge Wilstermann |
| Leonardo Ferrel            | 7. července 1923   | 11. července 2013 (ve věku 90 let)  | Club The Strongest   |
| Humberto Saavedra          | 3. srpna 1923      | 12. října 1986 (ve věku 63 let)     | Club The Strongest   |
| Eulogio Sandoval           | 14. července 1922  | 22. července 2008 (ve věku 86 let)  | Club Litoral         |
| Antonio Valencia           | 10. května 1925    | 7. března 2003 (ve věku 77 let)     | Club Bolívar         |
| Útočníci                   |                    |                                     |                      |
| Víctor Celestino Algarañaz | 6. dubna 1926      | 11. srpna 2002 (ve věku 76 let)     | Club Litoral         |
| Víctor Brown               | 7. března 1927     | 28. října 2020 (ve věku 93 let)     | Club Litoral         |
| Roberto Capparelli         | 18. listopadu 1923 | 15. května 2000 (ve věku 76 let)    | Club The Strongest   |
| Benedicto Godoy Véizaga    | 28. července 1924  | 27. září 2011 (ve věku 87 let)      | Ferroviario La Paz   |
| Juan Guerra                | 13. dubna 1927     | 14. prosince 1978 (ve věku 51 let)  | Ferroviario La Paz   |
| Benigno Gutiérrez          | 1. září 1925       | 3. října 1998 (ve věku 73 let)      | Club Litoral         |
| Benjamin Maldonado         | 13. května 1928    | 20. listopadu 2004 (ve věku 76 let) | San Jose de Oruro    |
| Mario Mena                 | 28. února 1927     | 25. ledna 2010 (ve věku 82 let)     | Club Bolívar         |
| Víctor Agustín Ugarte      | 5. května 1926     | 20. března 1995 (ve věku 68 let)    | Club Bolívar         |

- Poznámka *: Seznamy obsahují rezervní hráče, kteří se účastnili v kvalifikacích.